# Laissez-passer

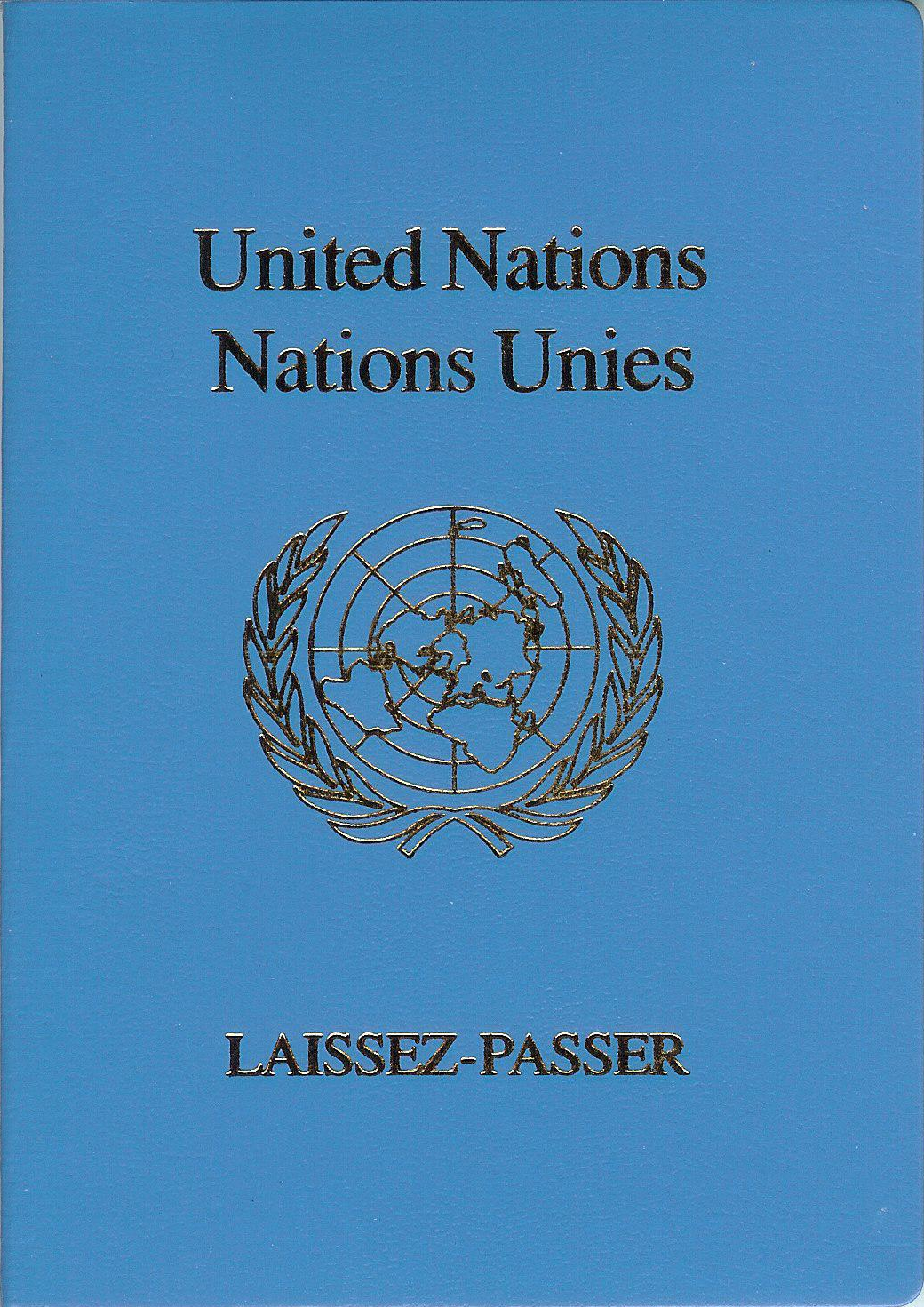
Deckblatt eines Laissez-Passer für Bedienstete der Vereinten Nationen

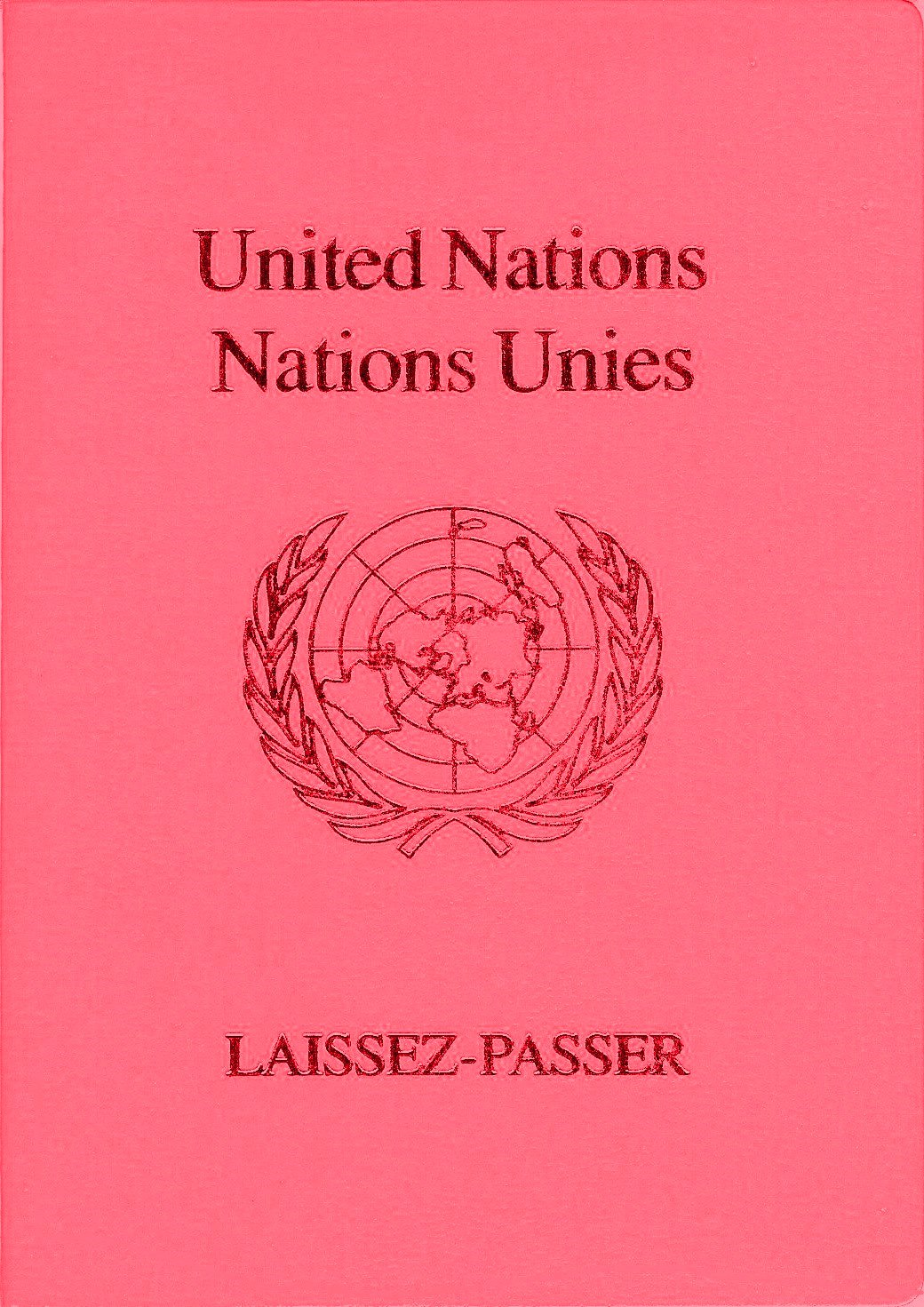
Deckblatt eines diplomatischen Laissez-Passer für leitende Bedienstete oder Direktoren der Vereinten Nationen

Ein Laissez-passer (lɛse ˈpaseˑ – französisch für „Passierschein“) ist ein diplomatisches Reisedokument, das insbesondere von internationalen Organisationen für dienstliche Auslandsreisen ausgestellt wird. Er dient damit faktisch ähnlichen Zwecken wie ein Diplomatenpass.

## Zweck
Der Laissez-passer wird von internationalen Organisationen anstelle von staatlichen Dienstpässen oder Diplomatenpässen für ausgewählte Mitarbeiter ausgestellt. Diese können einen Laissez-passer für dienstlich veranlasste Reisen bzw. den Grenzübergang verwenden, wobei in der Regel nur Mitgliedstaaten der betroffenen internationalen Organisation verpflichtet sind, das Dokument anzuerkennen.

### Beispiele
Organisationen, deren Laissez-passer-Dokumente in der EU anerkannt werden, sind:
- Europäische Union
- Vereinte Nationen[2]
- Afrikanische Union
- Europäischer Rat
- Internationales Rotes Kreuz
- NATO

Die EU selbst vergibt bereits seit 1953 (damals als EGKS) entsprechende, biometrische Pässe an Mitarbeiter und Diplomaten, welche für sechs Jahre gültig sind.

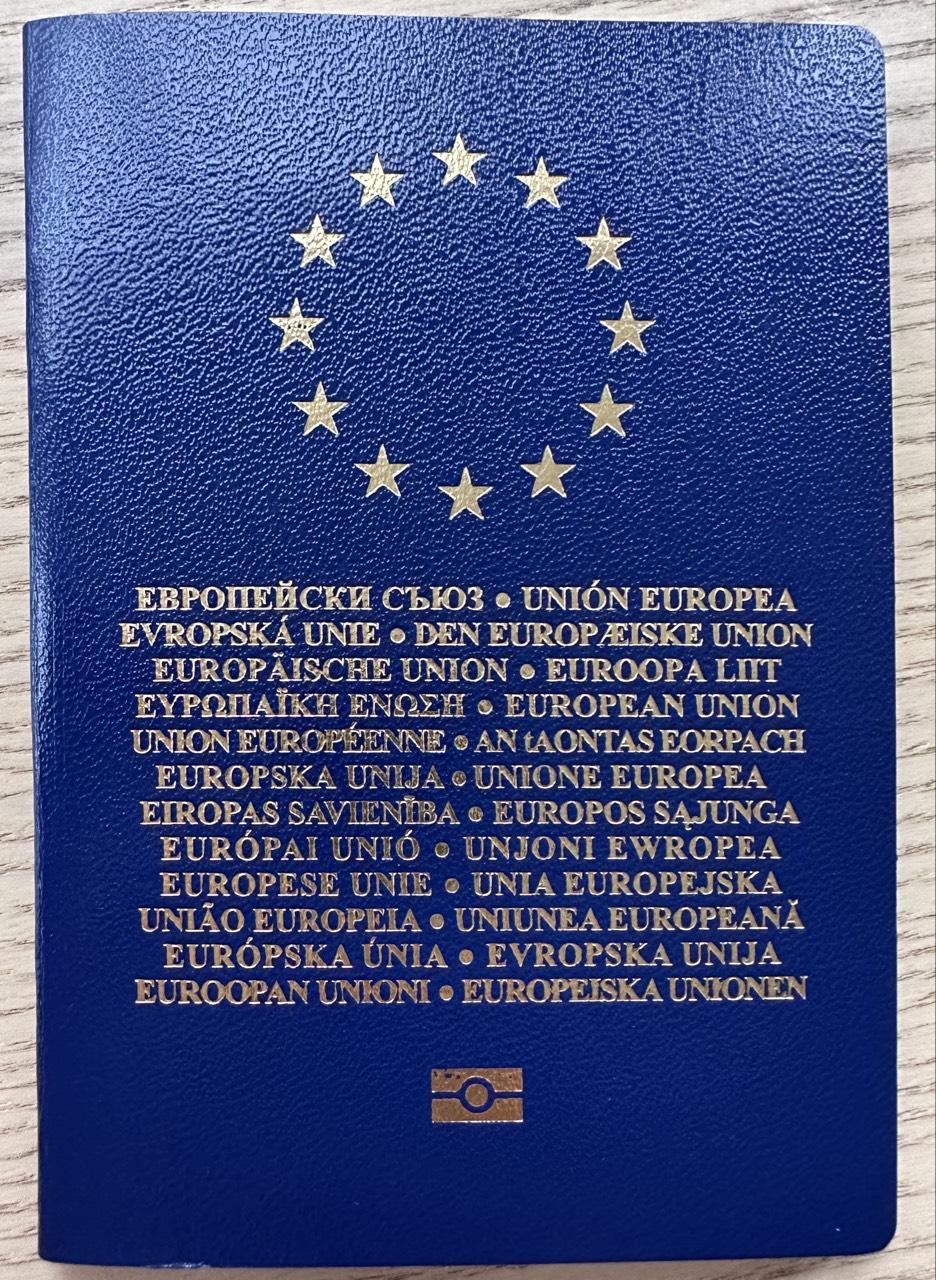
Laissez-passer der Europäischen Union

## Staatlicher Passersatz

Vorderseite eines deutschen Reiseausweises als Passersatz

Auch von staatlichen Stellen ausgestellte Passersatzdokumente zum einmaligen Grenzübertritt werden mitunter französisch Laissez-passer genannt. Sie werden regelmäßig von den Auslandsvertretungen der Herkunftsländer (Konsulate oder Konsularabteilungen der Botschaften) oder an eigene Staatsbürger (bei EU-Bürgern auch an andere Unionsbürger) ausgestellt, um in das Heimatland zurückreisen zu können; etwa, weil der Reisepass verloren wurde. Ebenso ist es zuletzt vermehrt zum Einsatz gekommen, um die Abschiebung von Migranten in ihre Heimatländer zu ermöglichen.
Der Libanon stellte an Flüchtlinge aus der Südosttürkei, die zur Gruppe der Mhallami gehören, Personaldokumente mit der Bezeichnung „Laisser-passer“ aus.